# Shooting Star (KOTOKOの曲)
「Shooting Star」（シューティング・スター）は、KOTOKOの通算2枚目シングルである。

## 概要
LantisよりリリースされたKOTOKOの楽曲で、テレビアニメ『おねがい☆ティーチャー』のオープニングテーマ。カップリングには、川田まみが歌う同番組のエンディングテーマの「空の森で」を収録。2曲とも作曲をKey Sounds Labelの折戸伸治が、編曲をI'veの高瀬一矢が手掛けている。また、川田は本作が自身初のシングル参加となる。
2002年12月25日に発売された『おねがい☆ティーチャー』サウンドトラック「Stokesia」にも収録されているほか、a2c(MintJam)によるアレンジ版が折戸伸治初のアルバム「circle of fifth」に収録されている。
2019年3月1日には、ソニー・ミュージックエンタテインメントのアニメソング人気投票キャンペーン「平成アニソン大賞」において作曲賞（2000年 - 2009年）に選出された。
2020年11月17日に発売されたアルバム『KOTOKO Anime song's complete album "The Fable"』に収録され、KOTOKO個人名義のアルバムに収録されるのは今回が初めてである。2023年9月13日発売のアルバム『リデコレイト・マイセルフ』には、ボーカルを新録し、齋藤真也がリアレンジしたバージョンが収録されている。

## チャート成績
オリコンウィークリーチャートで初登場62位を記録した。チャート登場回数は6回。初動売上は2,610枚を記録し、累計16,660枚のセールスを記録した。

## 収録曲
（全作曲：折戸伸治、編曲：高瀬一矢）
1. Shooting Star [5:24]
作詞：KOTOKO
2. 空の森で [4:15]
作詞：田久保真見
3. Shooting Star（off Vocal ver.）
4. 空の森で（off Vocal ver.）

## 収録アルバム
| 曲名              | 収録作品名                                     | 発売日         | 備考                        |
| ----------------- | ---------------------------------------------- | -------------- | --------------------------- |
| 「Shooting Star」 | おねがい☆ティーチャー SOUND COLLECTION 01      | 2002年4月25日  | TVサイズ・バージョン        |
| 「Shooting Star」 | おねがい☆ティーチャー SOUND COLLECTION 03      | 2002年10月25日 |                             |
| 「Shooting Star」 | Stokesia                                       | 2002年12月25日 |                             |
| 「Shooting Star」 | Ortensia                                       | 2007年7月25日  |                             |
| 「Shooting Star」 | circle of fifth                                | 2012年10月24日 | リアレンジ・バージョン      |
| 「Shooting Star」 | KOTOKO Anime song's complete album "The Fable" | 2020年11月17日 |                             |
| 「Shooting Star」 | リデコレイト・マイセルフ                       | 2023年9月13日  | Redecorate ver.として収録。 |
| 「空の森で」      | おねがい☆ティーチャー SOUND COLLECTION 01      | 2002年4月25日  | TVサイズ・バージョン        |
| 「空の森で」      | おねがい☆ティーチャー SOUND COLLECTION 03      | 2002年10月25日 |                             |
| 「空の森で」      | Stokesia                                       | 2002年12月25日 |                             |
| 「空の森で」      | Ortensia                                       | 2007年7月25日  |                             |
| 「空の森で」      | circle of fifth                                | 2012年10月24日 | リアレンジ・バージョン      |
| 「空の森で」      | MAMI KAWADA BEST "F"                           | 2016年11月22日 |                             |